# 朱桃椎
朱桃椎（?—?），唐朝益州成都县（今四川省成都市）人。
朱桃椎澹泊脱俗，身披裘衣曳索，人们不能推测其所为。益州长史窦轨见到他，给他衣服、鹿帻、麂靴，强行任命他为乡正。他把东西丢在地上，不肯服从。在山中筑造茅屋，夏天裸体，冬天收集树皮树叶来遮蔽身体，赠给他的一概不收。曾经编织十双芒鞋放在路上，见到的人说：“这是居士的鞋。”为他卖掉鞋子换成粮米、茶叶，放到鞋子的原处，他就取走，始终不与人接触。他做的鞋子，草柔软纤细，编织紧密，人们争相穿用。高士廉为益州长史，备礼来请，降阶与他交谈，他不应答，瞪视前方而出门。高士廉拜谢道：“祭酒让我以无为治蜀吗？”于是简约法律条目，薄赋税，益州大治。多次派人慰问他，他一见人就走到林草之间藏匿。